# Đối xứng

Nhóm đối xứng hình cầu o đại diện cho đối xứng quay bát diện. Vùng màu vàng hiển thị miền cơ bản.

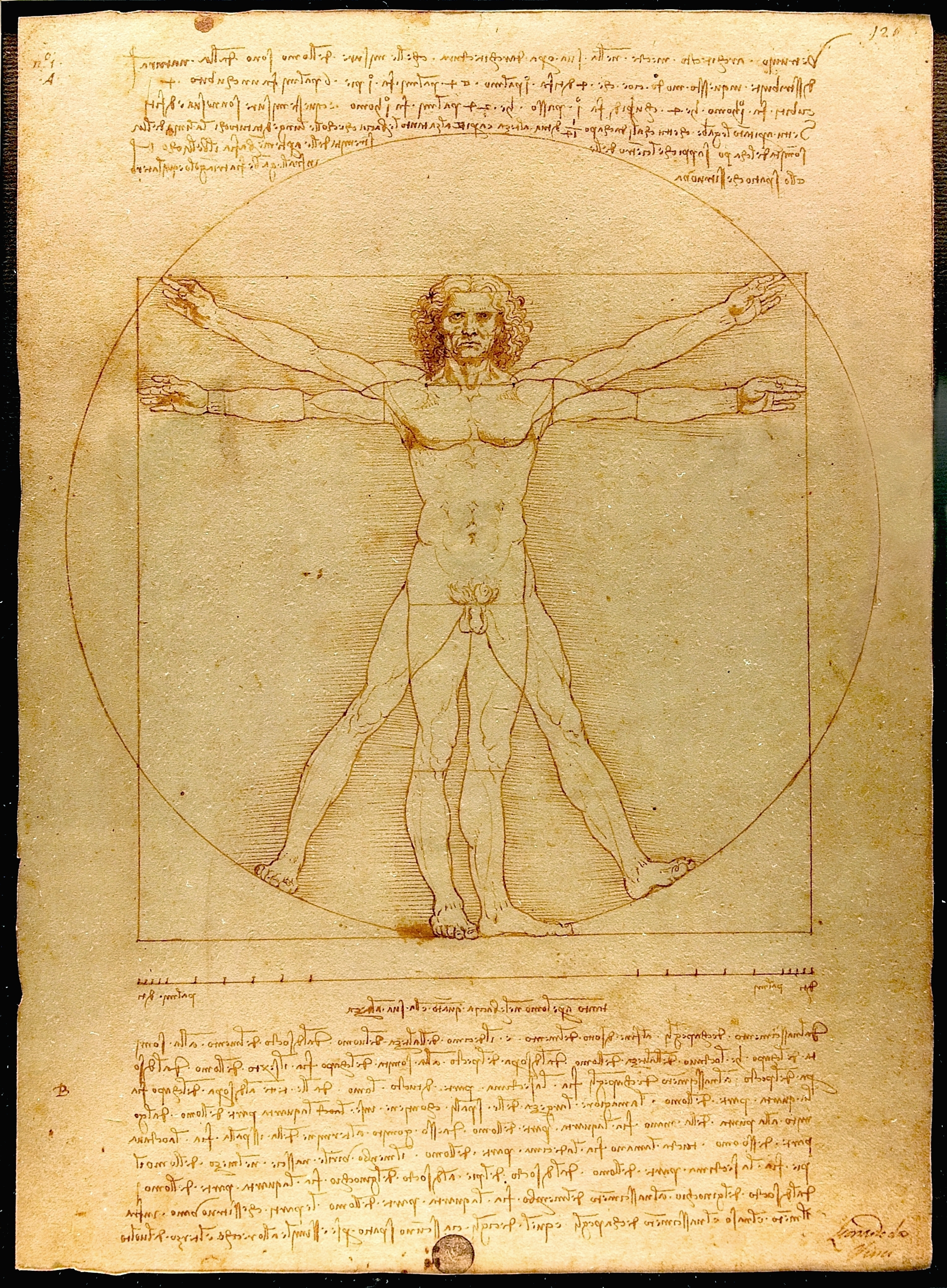
Người Vitruvius của Leonardo da Vinci (khoảng 1487).

Đối xứng ở các biểu tượng tôn giáo.

Đối xứng (từ tiếng Hy Lạp συμμετρία symmetria "hòa hợp về kích thước, tỷ lệ, sắp xếp") trong ngôn ngữ hàng ngày đề cập đến một cảm giác tỷ lệ hài hòa đẹp và cân đối; chất lượng được tạo thành từ các phần tương tự chính xác với nhau hoặc xung quanh một trục. Trong toán học, "đối xứng" có định nghĩa chính xác hơn, đó là một đối tượng bất biến dưới một phép biến đổi, chẳng hạn như phản xạ qua gương (đối xứng trục), nhưng trong đó có cả biến đổi khác nữa. Mặc dù hai ý nghĩa của "đối xứng" này đôi khi có thể coi là khác nhau, nhưng có liên quan, vì vậy chúng đều được thảo luận ở đây.
Có thể quan sát được tính đối xứng trong toán học khi xét tương ứng với sự biến đổi thời gian; như một mối quan hệ không gian; thông qua biến đổi hình học như biến đổi tỷ lệ, sự phản xạ và phép quay; thông qua các loại biến đổi hàm số; và là một khía cạnh của các đối tượng trừu tượng, các mô hình lý thuyết, ngôn ngữ, âm nhạc và thậm chí cả kiến thức.
Bài viết này mô tả đối xứng từ bốn khía cạnh: trong hình học, loại đối xứng quen thuộc nhất đối với nhiều người nói chung, trong toán học như một tổng thể; trong bối cảnh liên quan đến khoa học và thiên nhiên; và trong nghệ thuật, bao gồm kiến trúc, nghệ thuật và âm nhạc.
Ngược lại với đối xứng là không đối xứng.

## Hình học
Các loại đối xứng quen thuộc nhất đối với nhiều người là đối xứng hình học. Một số hình học đối tượng có đối xứng nếu có một "hoạt động" hoặc "chuyển đổi" để các hình hay đối tượng trung khít với chính nó; và người ta nói rằng các đối tượng là bất biến theo biến đổi trên. Ví dụ, một hình tròn quay tại tâm của nó sẽ có cùng hình dạng và kích thước như nhau, tất cả điểm ban đầu và sau khi chuyển đổi sẽ không thể phân biệt. Do vậy Một hình tròn được cho là đối xứng khi quay hoặc có đối xứng quay. Nếu phép đối xứng là sự phản xạ qua một mặt phẳng, hình ảnh được cho là có tính đối xứng phản xạ hoặc đối xứng trục. Hơn nữa, một hình hay đối tượng có thể có nhiều hơn một trục đối xứng.
Các loại đối xứng có thể có đối với một đối tượng hình học phụ thuộc vào các thiết lập của biến đổi hình học có sẵn, và những thuộc tính đối tượng nào là không thay đổi sau khi thực hiện phép chuyển đổi. Bởi vì hàm hợp của hai phép biến đổi cũng là một phép biến đổi và mỗi chuyển đổi đều có chuyển đổi nghịch đảo của nó, nên tập hợp các biến đổi trên một đối tượng là một nhóm toán học.
Các nhóm phổ biến nhất của phép biến đổi áp dụng cho các đối tượng được gọi là nhóm Euclide của "phép đẳng cự" - là các biến đổi duy trì khoảng cách trong không gian thường là hai chiều hoặc ba chiều (ví dụ, trong hình học phẳng hoặc hình học không gian Euclide). Những phép đẳng cự bao gồm phản xạ, quay, tịnh tiến, và sự kết hợp của các phép biến đổi cơ bản trên. Theo một phép chuyển đổi đẳng cự, một đối tượng hình học được cho là đối xứng nếu sau khi chuyển đổi, các đối tượng giống hệt các đối tượng trước khi chuyển đổi. Một đối tượng hình học thường là đối xứng chỉ trong một tập hợp con hoặc "nhóm" của tất cả các phép biến đổi đẳng cự. Các loại nhóm con của phép biến đổi đẳng cự được mô tả dưới đây, tiếp theo là các loại nhóm chuyển đổi và các loại của đặc điểm bất biến có thể có trong hình học.

### Đối xứng gương

Một tam giác cân với đối xứng gương. Đường gạch đứt là trục đối xứng. Gấp tam giác theo trục đối xứng cho kết quả hai nửa tam giác trùng khít nhau.

Hình vẽ một com bướm với đối xứng gương

Đối xứng phản xạ, đối xứng gương, đối xứng qua gương, hoặc đối xứng song phương là đối xứng liên quan đến phản xạ.
Trong không gian một chiều, có một điểm đối xứng; không gian hai chiều có một trục đối xứng, và trong không gian ba chiều có một mặt phẳng đối xứng. Một đối tượng hoặc hình giống hệt hình ảnh sau khi chuyển đổi của nó được gọi là hình có đối xứng gương.
Trục đối xứng của một hình trong không gian hai chiều là một đường thẳng nếu một đường vuông góc được dựng, bất kỳ hai điểm nằm trên đường vuông góc đều ở khoảng cách bằng nhau so với trục đối xứng. Nói cách khác là nếu hình được gấp lại dọc theo trục đối xứng, hai nửa của hình sẽ giống hệt nhau: hai nửa là hình ảnh phản chiếu của nhau. Vì vậy, một hình vuông có bốn trục đối xứng, bởi vì có bốn cách khác nhau để gấp nó thành hai hình trùng khít. Một hình tròn có vô số trục đối xứng đi qua tâm của nó, với cùng lý do trên.
Nếu chữ T được phản xạ qua một trục thẳng đứng, nó vẫn là chính chữ T. Việc này đôi khi được gọi là đối xứng theo chiều dọc. Có thể sử dụng một cách nói rõ ràng; ví dụ, "T có một trục đối xứng dọc" hoặc "T là đối xứng trái-phải".
Các tam giác có đối xứng gương là tam giác cân, các tứ giác có đối xứng gương là hình thoi và hình thang cân.
Đối với mỗi trục hoặc mặt phẳng đối xứng, các nhóm đối xứng là đẳng cấu với Cs (xem nhóm điểm trong không gian ba chiều), một trong ba loại nghịch đảo bậc hai, do đó nó là đại số đẳng cấu với C2. Các miền cơ bản là một nửa mặt phẳng hay nửa không gian.

### Điểm đối xứng và các phép đẳng cự khả nghịch đảo

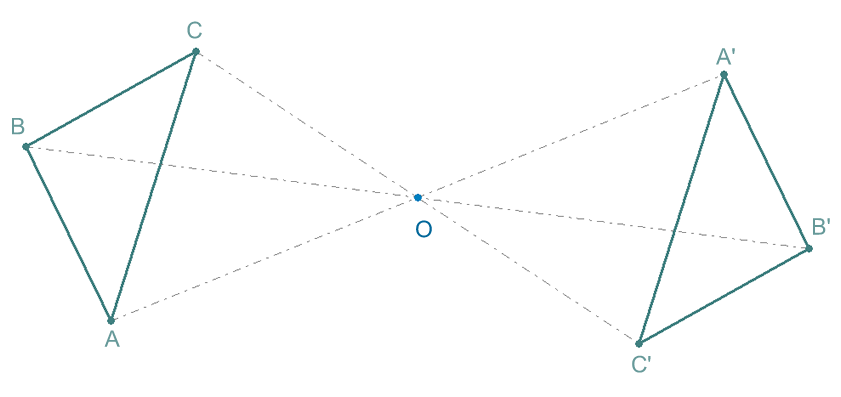
Hai tam giác cho thấy đối xứng điểm trên mặt phẳng. Tam giác A'B'C có thể được tạo ra từ tam giác ABC bằng cách quay 180° quanh điểm O.

Đối xứng phản xạ có thể được tổng quát hóa cho các phép biến đổi đẳng cự khác của không gian m chiều là các biến đổi tự nghịch đảo, chẳng hạn như
(x1, …, xm) ↦ (−x1, …, −xk, xk+1, …, xm)
trong một hệ thống tọa độ Descartes nhất định. Điều này phản ánh không gian trên một ('m' - k)-chiều không gian con.
Nếu k = m thì một sự thay đổi như vậy được gọi là một đối xứng điểm. Trên mặt phẳng (m = 2) một đối xứng điểm tương đương với một phép quay 180°, xem dưới đây. Đối cực đối xứng là một cái tên khác của một đối xứng điểm qua điểm gốc.
Đối xứng phản xạ như trên chỉ bảo toàn hướng khi và chỉ khi k là một số chẵn. Điều này có nghĩa rằng đối với m = 3(cũng như cho các số m lẻ khác) một đối xứng điểm thay đổi định hướng của không gian, giống như một hình ảnh đối xứng qua gương. Đó là lý do tại sao trong vật lý thuật ngữ P-đối xứng được sử dụng cho cả đối xứng điểm và đối xứng gương (P là viết tắt của parity - tính chẵn lẻ. Vì một đối xứng điểm trong không gian ba chiều thay đổi một hệ trục tọa độ thuận tay trái vào một hệ trục tọa độ thuận tay phải, đối xứng điểm cũng được gọi là đối xứng trái-phải.